# Wild Card
«Wild Card»  — другий студійний альбом нідерландського прогресивного симфо-метал-гурту ReVamp. В ЄС відбувся 23 серпня 2013; у Британії альбом вийшов 26 серпня 2013. У США випуск відбувся 3 вересня 2013.

## Список композицій
Авторами всіх пісень є Флор Янсен, Йорд Отто, Рубен Вичка, Юст ван дер Брок.
| #     | Назва                                                   | Тривалість |
| ----- | ------------------------------------------------------- | ---------- |
| 1.    | «The Anatomy of a Nervous Breakdown: On the Sideline»   | 3:45       |
| 2.    | «The Anatomy of a Nervous Breakdown: The Limbic System» | 4:54       |
| 3.    | «Wild Card»                                             | 4:21       |
| 4.    | «Precibus»                                              | 4:24       |
| 5.    | «Nothing»                                               | 3:53       |
| 6.    | «The Anatomy of a Nervous Breakdown: Neurasthenia»      | 5:06       |
| 7.    | «Distorted Lullabies»                                   | 4:58       |
| 8.    | «Amendatory»                                            | 4:47       |
| 9.    | «I Can Become»                                          | 3:48       |
| 10.   | «Misery's No Crime»                                     | 4:03       |
| 11.   | «Wolf and Dog»                                          | 5:01       |
| 12.   | «Sins»                                                  | 4:05       |
| 13.   | «Infringe» (бонусний трек)                              | 4:53       |
| 14.   | Untitled (бонусний трек)                                |            |
| 49:06 |                                                         |            |

## Учасники запису
- Флор Янсен — вокал
- Маттіас Ландес — ударні
- Ар'єн Рійнен — гітари
- Йорд Отто — гітари
- Рубен Вичка — клавіші

## Чарти
| Чарт (2013)                     | Місце |
| ------------------------------- | ----- |
| Belgian Albums Chart (Фландрія) | 97    |
| Belgian Albums Chart (Валлонія) | 130   |
| Dutch Albums Chart              | 43    |
| Finnish Albums Chart            | 21    |
| UK Rock Chart                   | 31    |